# 星に輪ゴムを
『星に輪ゴムを』（原題：Shooting Rubberbands at the Stars）は、アメリカ合衆国のロック・バンド、エディ・ブリケル&ニュー・ボヘミアンズが1988年に発表した初のスタジオ・アルバム。

## 背景
バンドは当初、単にニュー・ボヘミアンズと名乗っており、1986年に発表した自主製作のカセット・アルバム『It's Like This…』でメジャー・レーベルからの注目を得た。そして、バンドはゲフィン・レコードと契約してエディ・ブリケル&ニュー・ボヘミアンズと改名し、本作のレコーディングに入るが、セッションの途中でドラマーのブランドン・アリーがゲフィンの判断により解雇され、クリス・ウィットンが後任を務めた。なお、アリーは後の再結成には参加している。
「リトル・ミス・S」は、イーディ・セジウィックの生涯をモチーフとした曲である。
ジャケットの絵はエディ・ブリケル自身が描いた。ブリケルは本作の音楽性に関して「このアルバムは音楽の万華鏡だと考えているの。バンドの全員がそれぞれ違った音楽的嗜好を持っていて、ある特定のサウンドを作るべきと言い出すようなリーダーはいないから」と語っている。

## 反響
バンドの母国アメリカでは54週にわたりBillboard 200入りし、1989年2月18日に最高4位を記録した。本作からのシングル「ホワット・アイ・アム」はBillboard Hot 100で7位、続く「サークル」は48位に達した。
ニュージーランドでは1989年2月19日付のアルバム・チャートで初登場25位となり、3月26日には10位に達して、合計20週トップ50入りした。

## 評価
Jon Parelesは1988年11月26日付の『ニューヨーク・タイムズ』紙において「リッキー・リー・ジョーンズやスザンヌ・ヴェガを思わせるアルバムである一方、演奏に関してはパット・メセニー、ウェザー・リポート、グレイトフル・デッドからの影響も表れている」「ニュー・ボヘミアンズは、多くのポップ・フォーク・バンドよりも押しが強い」と評した。また、ケリー・マッカートニーはオールミュージックにおいて5点満点中4.5点を付け「22歳のブリケルは、ニュー・ボヘミアンズのオリジナル・メンバーを含む堅実かつ革新的なプレイヤー達に支えられて、キラキラとした歌詞と魅惑的なボーカル・パフォーマンスを大量生産してみせた」と評している。

## 収録曲
特記なき楽曲はエディ・ブリケル&ニュー・ボヘミアンズ作。12.はミステリー・トラック。
1. ホワット・アイ・アム "What I Am" (Edie Brickell, Kenny Withrow) – 4:58
2. リトル・ミス・S "Little Miss S." – 3:39
3. 十二月のエアー "Air of December" – 5:59
4. ザ・ホイール "The Wheel" – 3:54
5. ラヴ・ライク・ウィ・ドゥ "Love Like We Do" (E. Brickell) – 3:09
6. サークル "Circle" (E. Brickell, K. Withrow) – 3:13
7. ビート・ザ・タイム "Beat the Time" (E. Brickell, K. Withrow) – 2:58
8. 彼女 "She" (E. Brickell, K. Withrow) – 5:08
9. ナッシング "Nothing" – 4:51
10. 今 "Now" – 6:04
11. キープ・カミング・バック "Keep Coming Back" (E. Brickell) – 2:46
12. ? (ミステリー・トラック) "I Do" (E. Brickell) – 2:02

## 参加ミュージシャン
- エディ・ブリケル - ボーカル
- ケニー・ウィズロウ - ギター
- ブラッド・ハウザー - ベース
- クリス・ウィットン - ドラムス
- ジョン・ブッシュ - パーカッション

アディショナル・ミュージシャン
- ブランドン・アリー - アディショナル・ドラムス
- ポール・ウィッケンズ - キーボード
- ロビー・ブラント - アディショナル・ギター
- ジョー・ヘンリー - バックグラウンド・ボーカル